# Cerdà (kommun)
Cerdà är en kommun i Spanien.   Den ligger i provinsen Província de València och regionen Valencia, i den östra delen av landet, 300 km sydost om huvudstaden Madrid. Antalet invånare är 407. Arean är 1,5 kvadratkilometer. Cerdà gränsar till Canals, La Granja de la Costera, Llanera de Ranes, Torrella, Vallés och Xàtiva. 
Terrängen i Cerdà är platt.